# Sylvestre Ier
Pour les articles homonymes, voir Sylvestre, Saint Sylvestre et Saint-Sylvestre.
Sylvestre Ier ou Silvestre Ier (en latin Sylvestrus/Silvestrus et en grec Σίλβεστρος), né à Rome et mort dans la même ville le 31 décembre 335, est un évêque de Rome qui accède à l'épiscopat le 31 janvier 314.
Cet épiscopat, long de vingt-deux ans, contemporain du règne de l'empereur romain Constantin Ier ainsi que des conciles d'Arles et de Nicée, est traversé par la crise donatiste et les débuts de la crise arienne, autant d'événements dans lesquels Sylvestre semble n'avoir joué qu'un rôle insignifiant ce qui n'empêche pas que, du fait des largesses impériales, Rome commence à revêtir alors l'aspect d'une ville chrétienne.
Pour pallier cet effacement à une époque charnière de l'histoire de l'Église, des épisodes légendaires ont, dès le Ve siècle, dressé de Sylvestre un portrait idéalisé développé notamment par des Actes de Silvestre qui connaissent une large diffusion. L'évêque de Rome y est présenté comme le baptiseur de Constantin, dans une scène qui magnifie le rôle de la papauté et sert de base pour forger la Donation de Constantin qui fonde juridiquement le pouvoir temporel des papes durant tout le Moyen Âge.
Selon le comput ecclésiastique de la tradition catholique, il est le 33e pape. Il est célébré comme saint le 31 décembre dans l'Église catholique romaine et le 2 janvier dans l'Église orthodoxe.

## Éléments biographiques

### Origines
La vie de Sylvestre est mal connue et les éléments de sa biographie sont obscurcis et déformés par les récits hagiographiques tardifs.
Né à une date inconnue, Sylvestre est vraisemblablement d'origine romaine. Fils d'un presbytre du nom de Rufinus, il aurait lui-même accédé au sacerdoce sous l'épiscopat de Marcellin et souffert de la persécution de Dioclétien. Succédant à Miltiade, mort le 10 janvier 314, il est élu à l'épiscopat romain le 31 janvier 314 de la même année.

### Épiscopat
L'épiscopat de Sylvestre, l'un des plus longs, a suscité des jugements sévères causés par le caractère effacé voire insignifiant du personnage au regard de l'importance d'événements en cours, éclipsé par le premier empereur romain chrétien Constantin et absent du groupe de prélats qui conseillent le souverain en matière de politique ecclésiastique. Seuls subsistent de son pontificat quelques aperçus, généralement négatifs.

#### Concile d'Arles
Refusant la décision du concile de Rome réuni en 313 à la demande de Constantin par l'évêque de Rome Miltiade afin de résoudre la crise ouverte par l'élection de l'évêque Cécilien au siège épiscopal de Carthage, le parti donatiste en appelle à nouveau à l'empereur romain. Ce dernier accepte le recours et convoque un concile réunissant en août 314 des représentants de l'ensemble des provinces occidentales à Arles. Mais ayant constaté les limites de l'autorité de l'évêque romain, il en confie la direction générale à l'évêque de Syracuse Chrestus et la présidence à celui d'Arles, Marinus. Cet important concile, qui rassemble pas moins de trente-trois évêques occidentaux ainsi que des clercs inférieurs représentants d'autres évêchés, devait se tenir « en présence de l'évêque de Rome » qui ne s'y rend pourtant pas, pour un motif inconnu, soit en raison de sa récente consécration l'empêchant de quitter son siège épiscopal, soit qu'il désapprouve que le concile soit convoqué par l'empereur romain.
Sylvestre s'y fait néanmoins représenter par deux presbytres, Claudianus et Verus, ainsi que deux diacres, Eugénius et Quiriacus, qui semblent s'être cantonnés au rôle d'observateurs plutôt qu'à celui de légats. Le concile, confirmant la légitimité de Cécilien, condamne à nouveau les donatistes ainsi qu'il prend une série de dispositions concernant le baptême, la communion ou encore la fixation de la date de la Pâques dont il est décidé qu'« elle serait observée le même jour dans le monde entier ». Dans une lettre pleine de déférence envoyée par les évêques conciliaires qui regrettent l'absence de leur collègue romain, celui-ci est prié de faire connaître ces décisions à toutes les Églises ; il existe d'ailleurs une collection séparée des décisions du concile reprises sous le titre de Canones ad Siluestrum. Si cette lettre semble attester de la conscience qu'avait l'assemblée de la primatie de l'évêque de Rome en Occident, les prescriptions du concile restent pourtant lettre morte en Orient.
L'association de Sylvestre au concile d'Arles nourrit la rancœur des donatistes qui le font compter, avec ses prédécesseurs, au nombre des traditores coupables d'avoir livré les Écritures (crimine traditionis) lors de la persécution dioclétienne, au point qu'Augustin d'Hippone entreprend de défendre la mémoire de ces prélats.

#### Concile de Nicée

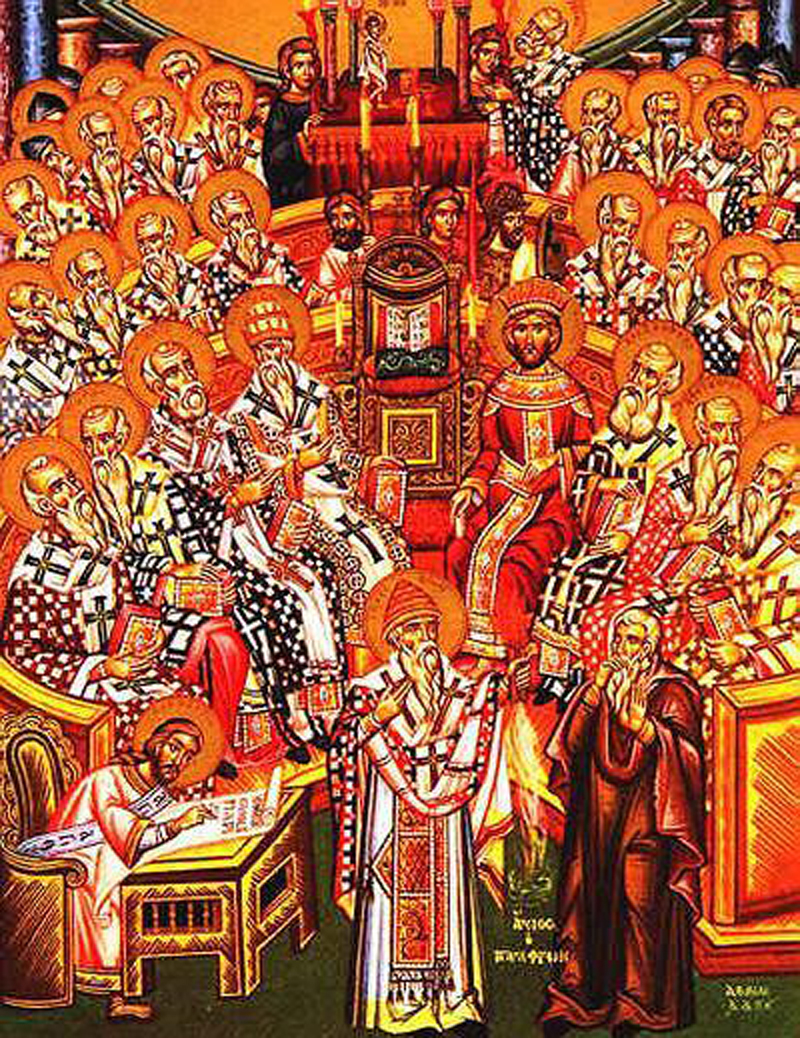
Icône du premier concile de Nicée. À gauche (à droite de l'autel) le représentant de l'évêque de Rome préside, et en seconde place, à droite, la puissance invitante, l'empereur romain Constantin.

À la suite de la doctrine développée vers 319 par le prêtre alexandrin Arius, se développe une crise qui déchire bientôt profondément les Églises orientales. Cette doctrine, qui professe un subordinatianisme radical affirmant que le Fils n'est pas de même nature que le Père, est combattue par l'évêque Alexandre d'Alexandrie qui convoque un synode local vers 320, lequel lance contre Arius une sentence d'excommunication dont Alexandre informe son collègue romain.
Après une médiation infructueuse, Constantin confie à l'évêque Ossius de Cordoue le soin de dénouer la crise. Ce dernier organise et préside une assemblée générale de tout l'épiscopat convoqué par cursus publicus au Premier concile de Nicée en mai 325. Ce concile rassemble essentiellement des prélats orientaux et Sylvestre décline encore une fois l'invitation, alléguant cette fois son grand âge ; il y envoie toutefois en délégation les prêtres Vincentius — futur évêque de Capoue — et Vitus qui participent aux débats de manière effacée et sans droit de préséance particulier. On trouve néanmoins leurs signatures sur les actes du concile directement après celle d'Ossius et avant celle des évêques présents.
Le concile de Nicée condamne Arius, établit une profession de foi ainsi qu'un certain nombre de canons liturgiques et disciplinaires dont un qui traite de l'établissement de la date de Pâques, à accorder entre les sièges épiscopaux d'Alexandrie et de Rome. On ne sait comment ces dispositions sont accueillies par Sylvestre mais il est établi que celui-ci, contrairement à la recommandation conciliaire, arrête en 326 une date pascale différente de celle d'Alexandrie.
L'effacement de Sylvestre au cours de cette crise, peut-être en raison de son éloignement du théâtre du conflit ou de son respect de l'autonomie des Églises d'Orient, a souvent été l'objet de critiques et, dans une manière de réhabilitation, les récits des évènements composés aux Ve et VIe siècles à la suite de Gélase de Cyzique font d'Ossius un légat de Sylvestre quand ils n'attribuent pas à ce dernier la convocation du concile aux côtés de l'empereur romain, ce qui est sans fondement historique.
Néanmoins, la double absence de Sylvestre aux conciles impériaux crée un précédent et initie une règle qui restera valable au cours des IVe et Ve siècles, le refus des évêques romains d'assister en personne aux synodes réunis par l'empereur romain chrétien.

#### Évergétisme impérial

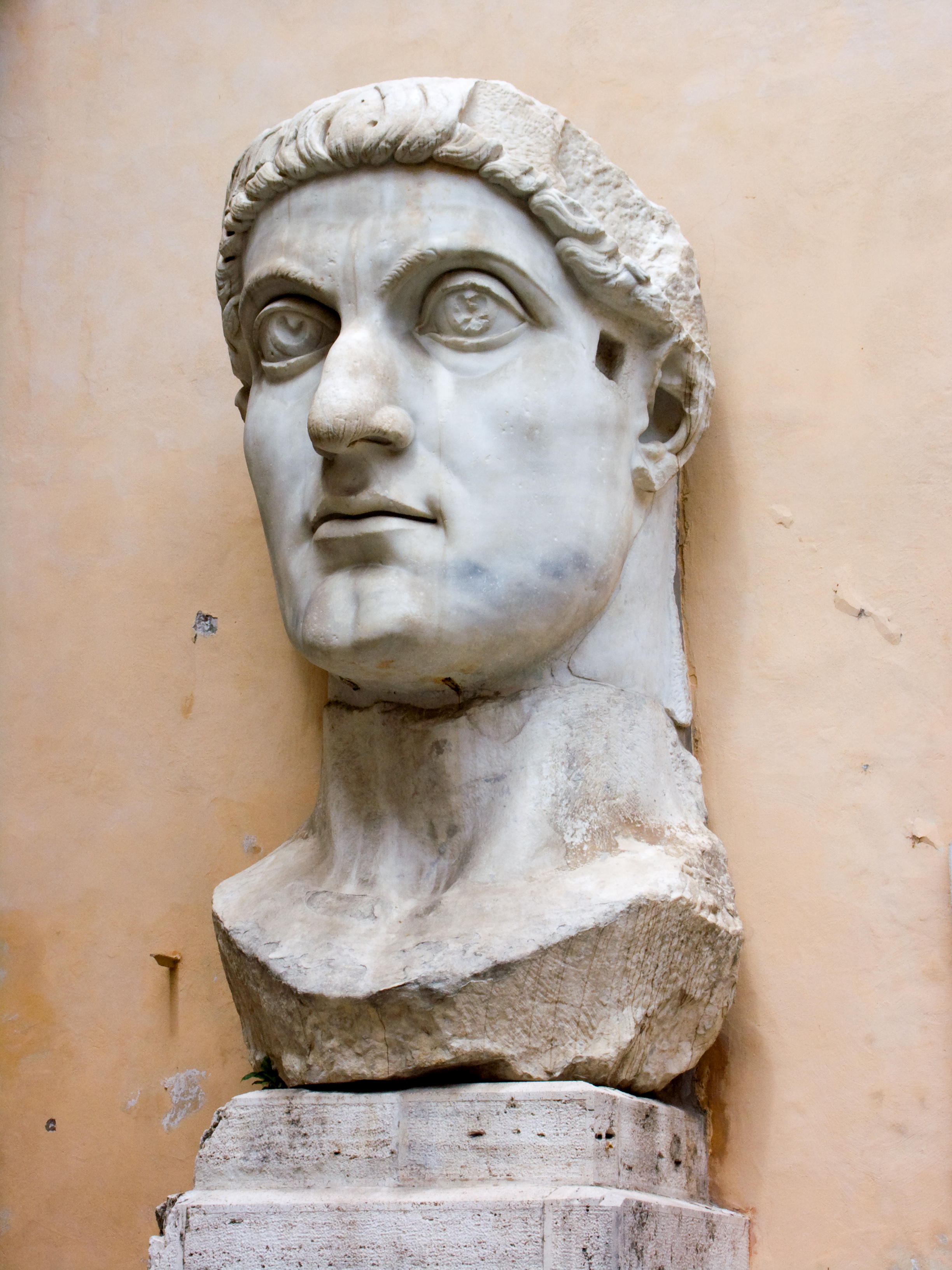
Constantin Ier, IVes, Musées du Capitole.

Sous le pontificat de Sylvestre, l'Église romaine bénéficie des largesses et de la munificence de Constantin qui engage d'importants travaux contribuant à édifier la Rome chrétienne. L'Empereur entreprend la construction de nombreux édifices religieux pour l'entretien desquels il fait don de terres puisées dans son patrimoine italien et oriental. Le Liber Pontificalis énumère ainsi une série d'églises — dotées de mobilier liturgique, d'oratoires et d'ornements — dont la paternité constantinienne est souvent confirmée par les témoignages épigraphiques et archéologiques.
On dénombre notamment la basilica Constantiniana sur le domaine des Laterani (actuelle basilique Saint-Jean-de-Latran), une basilica Sessoriana à côté du palais d'Hélène (actuelle basilique Sainte-Croix-de-Jérusalem), la basilica Pauli (actuelle basilique Saint-Paul-hors-les-Murs), la basilica Laurenti sur la Via Tiburtina (actuelle basilique Saint-Laurent-hors-les-Murs) ou encore la basilique Église Santi Marcellino e Pietro al Laterano (Saints-Marcellin-et-Pierre-du-Latran) ; dans la deuxième partie de son règne, probablement vers 333, Constantin initie également la construction de la basilique Saint-Pierre.
D'après le Liber Pontificalis, Sylvestre a lui-même fondé le titulus Equitii ou titulus Silvestri, une église bâtie près des thermes de Dioclétien, dont des traces archéologiques laissent penser qu'elle était localisée dans le jardin de la basilique Saint-Martin de Rome (rione Monti) (basilique Saint-Martin-aux-Monts). Il opère également des aménagements au cimetière de Saint-Calixte, à proximité de la Via Appia, ainsi qu'au cimetière de Priscille où il fait aménager un oratoire.
C'est dans ce cimetière qu'il est inhumé après son décès daté du 31 décembre 335 par la Depositio episcoporum — composée l'année suivante — par le Catalogus Liberianus et par le Martyrologe hiéronymien, qui le qualifie de saint.

## Légendes et littérature
C'est probablement parce que l'épiscopat de Sylvestre se déroule à une époque charnière de l'histoire de l'Église que les générations suivantes n'ont pu se satisfaire du fait qu'il ait joué un rôle aussi mineur auprès du premier empereur romain chrétien, substituant alors la légende aux lacunes de l'histoire. Ainsi apparaissent à partir du Ve siècle des documents qui dressent de l'évêque un portrait idéalisé mais faux. Ces documents seront réutilisés dans l'affirmation des prétentions papales.

### Acta Silvestri

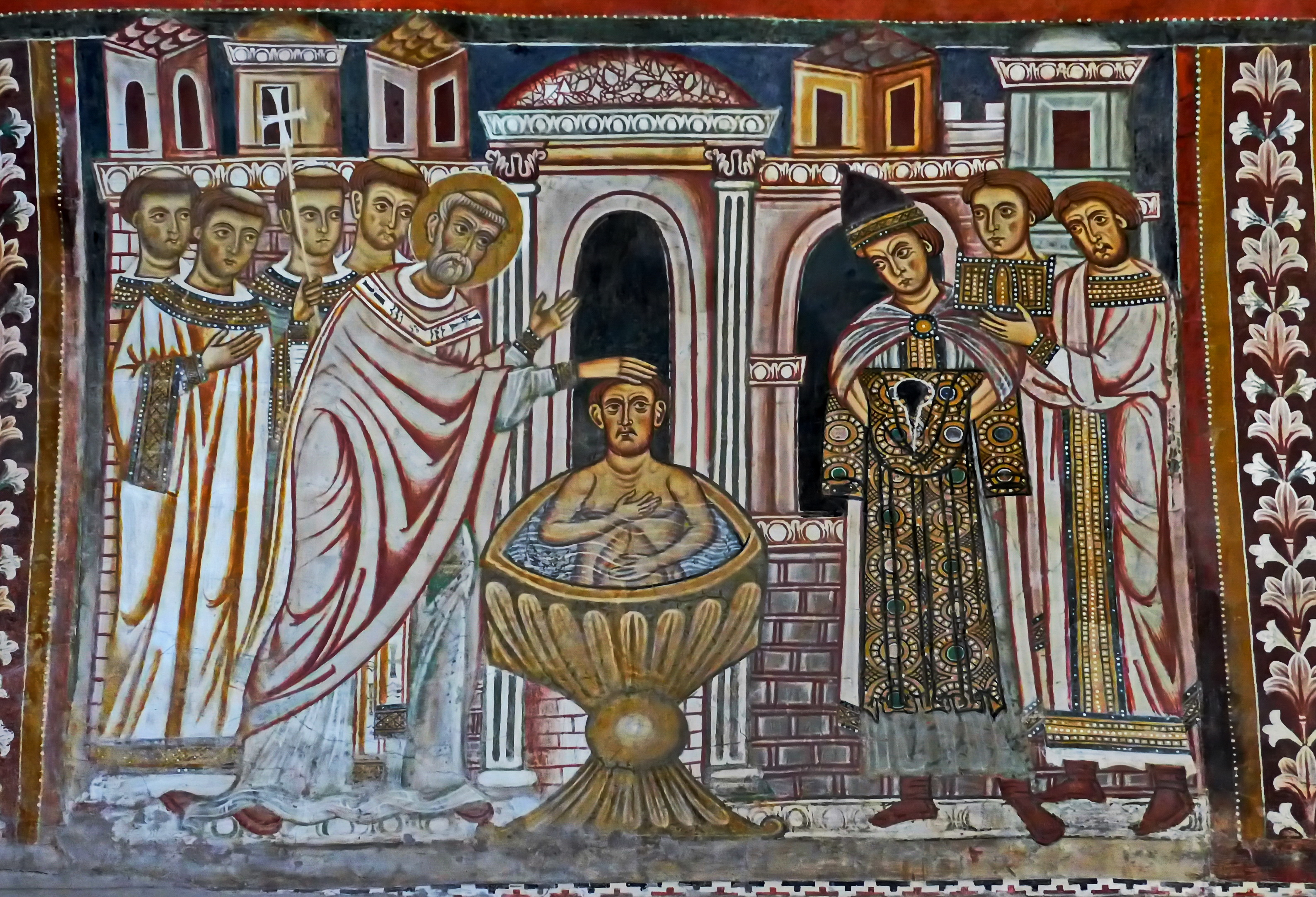
Baptême de Constantin Ier par Sylvestre, fresque de la basilique des Quatre-Saints-Couronnés, XIIIe siècle.

Au nombre de ceux-ci, les Actes de Silvestre (en latin Acta Silvestri, Actus Silvestri, Gesta Silvestri, Vita Silvestri ou encore Legenda Silvestri), un récit composite qui n'est pas antérieur aux dernières décennies du Ve siècle ; dans une partie intitulée Conversion de Constantin, le texte raconte comment celui-ci, frappé par la lèpre après sa victoire sur Maxence au pont Milvius, consulte des prêtres du Capitole qui lui recommandent de se baigner dans le sang de trois mille enfants. Cédant aux suppliques des mères de Rome et à la suite d'une apparition des apôtre Pierre et Paul qui lui conseillent le baptême chrétien comme remède, l'empereur sollicite Sylvestre qui, réfugié dans les montagnes afin d'échapper aux persécutions, accepte la requête, non sans lui imposer la fermeture des temples païens et la libération des chrétiens emprisonnés.
Ce récit, qui a l'intérêt de lever les reproches concernant le baptême tardif de Constantin ainsi que sur la validité d'une onction conférée par un évêque tenant de l'arianisme homéen — Eusèbe de Nicomédie — tout en magnifiant le rôle de la papauté, connaît un grand succès et de nombreuses déclinaisons en Occident mais également en Orient où il connaît des versions en grec, en syriaque et en arménien : ainsi, au VIe siècle Jean Malalas raconte comment Sylvestre baptise, avec Constantin, sa mère Hélène ainsi qu'une foule de romains. Les Actes inspirent, pour certains détails, le Liber Pontificalis qui puise également dans le Constitutum Silvestri, un texte qui fait partie des Apocryphes symmachiens rédigés dans le but de fortifier la position de l'évêque de Rome et invente un concile convoqué par Sylvestre rassemblant à Rome 270 évêques. La légende portée par ces Acta Silvestri, attestée à Rome vers 500, figure parmi les textes « dignes de fois » repris par le Pseudo-Décret de Gélase, composé vers 520.

### Donation de Constantin

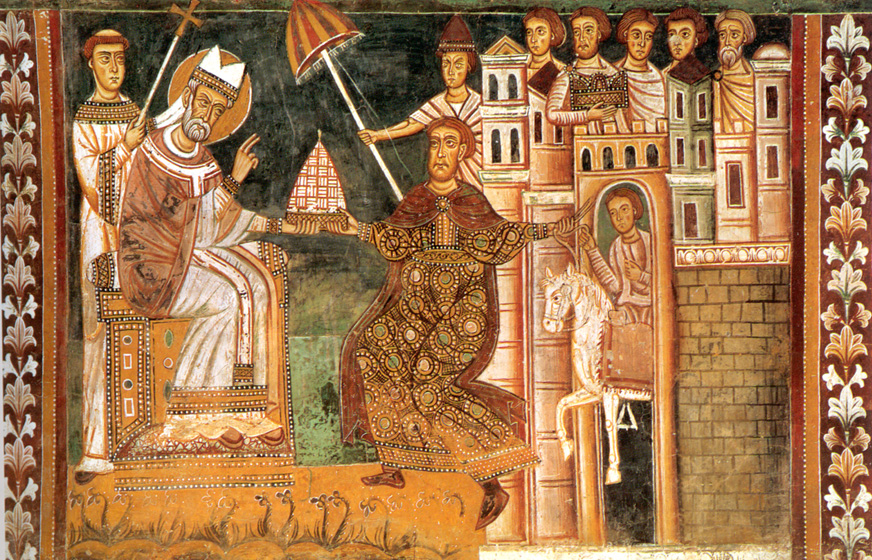
Sylvestre Ier et Constantin Ier, fresque de la basilique des Quatre-Saints-Couronnés, XIIIe siècle.

La figure de Sylvestre donnant le baptême à Constantin devient légendaire au point que, au tournant du VIe siècle, dans le parallélisme constantinien que fait Grégoire de Tours du baptême de Clovis, l'évêque Rémi est présenté comme un « nouveau Sylvestre ». C'est sur ces bases légendaires qu'est également forgée la Donation de Constantin, un texte composé au VIIIe ou IXe siècle et intégré dans les Décrétales pseudo-isodoriennes, qui prétend reproduire une lettre de Constantin à Sylvestre par laquelle l'empereur partage avec l'évêque de Rome la souveraineté temporelle sur Rome et l'Italie ainsi qu'elle confère à ce dernier la primauté spirituelle sur l'ensemble des patriarcats ecclésiastiques. L'autorité de la Donation, reconnue même des adversaires de la papauté, fonde juridiquement le pouvoir temporel du pape pendant tout le Moyen Âge avant que la forgerie soit démasquée au XVe siècle par Laurent Valla : elle sert par exemple au pape Adrien Ier pour faire reconnaître à Charlemagne les prérogatives de l'évêque romain sur certaines villes.

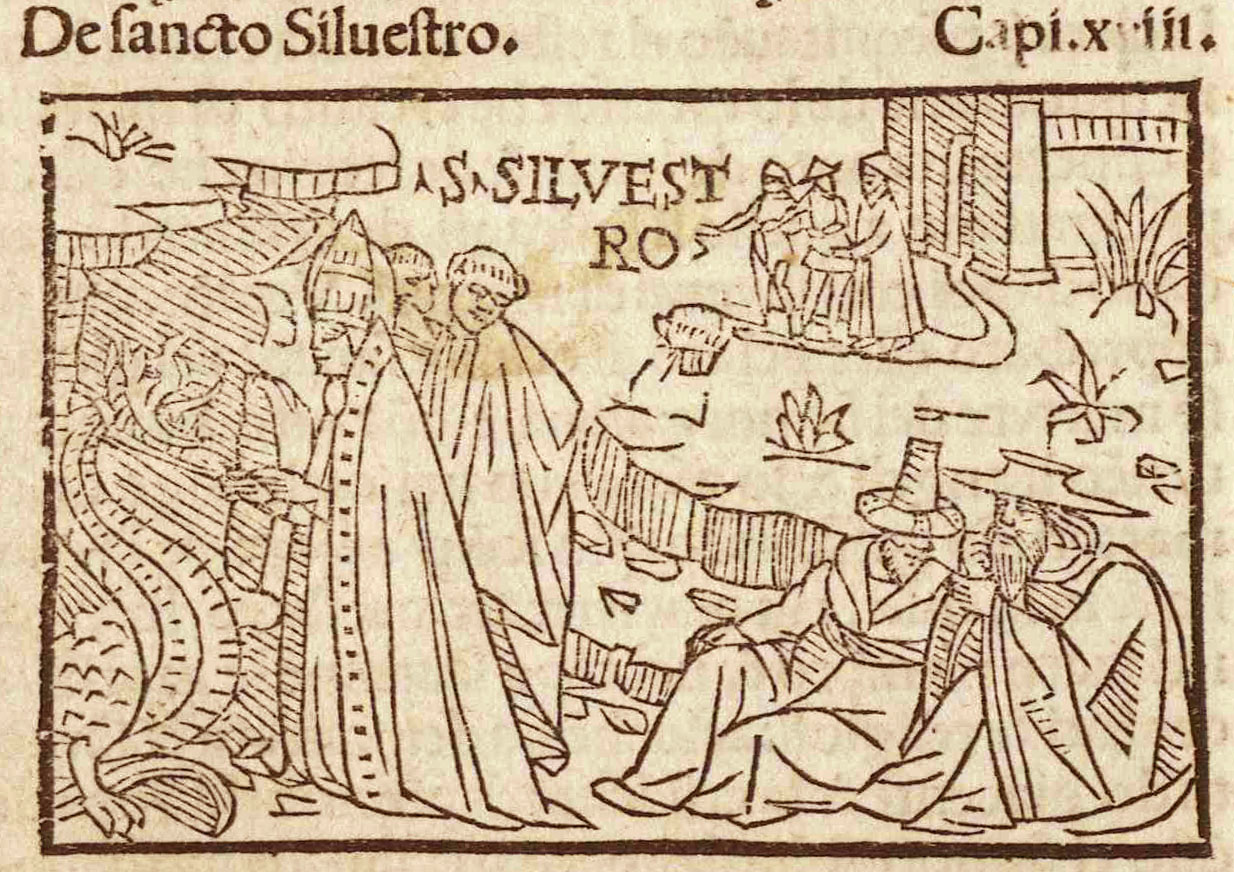
Saint Sylvestre dompte un dragon, La Légende dorée (1497), BEIC, Milan.

Les légendes sur Sylvestre perdurent dans la tradition médiévale, véhiculées notamment par La Légende dorée qui attribue également à Sylvestre d'autres miracles spectaculaires, par exemple d'avoir ressuscité un taureau et dompté un dragon.
Au chant XXVII de l'Enfer, première partie de la Divine Comédie, Dante évoque lui aussi l'épisode de la guérison miraculeuse de Constantin : « Mais comme Constantin manda Sylvestre d'au dedans du Siratti, pour guérir sa lèpre, ainsi me manda-t-il comme médecin, pour guérir sa fièvre de superbe ».

## Culte et vénération

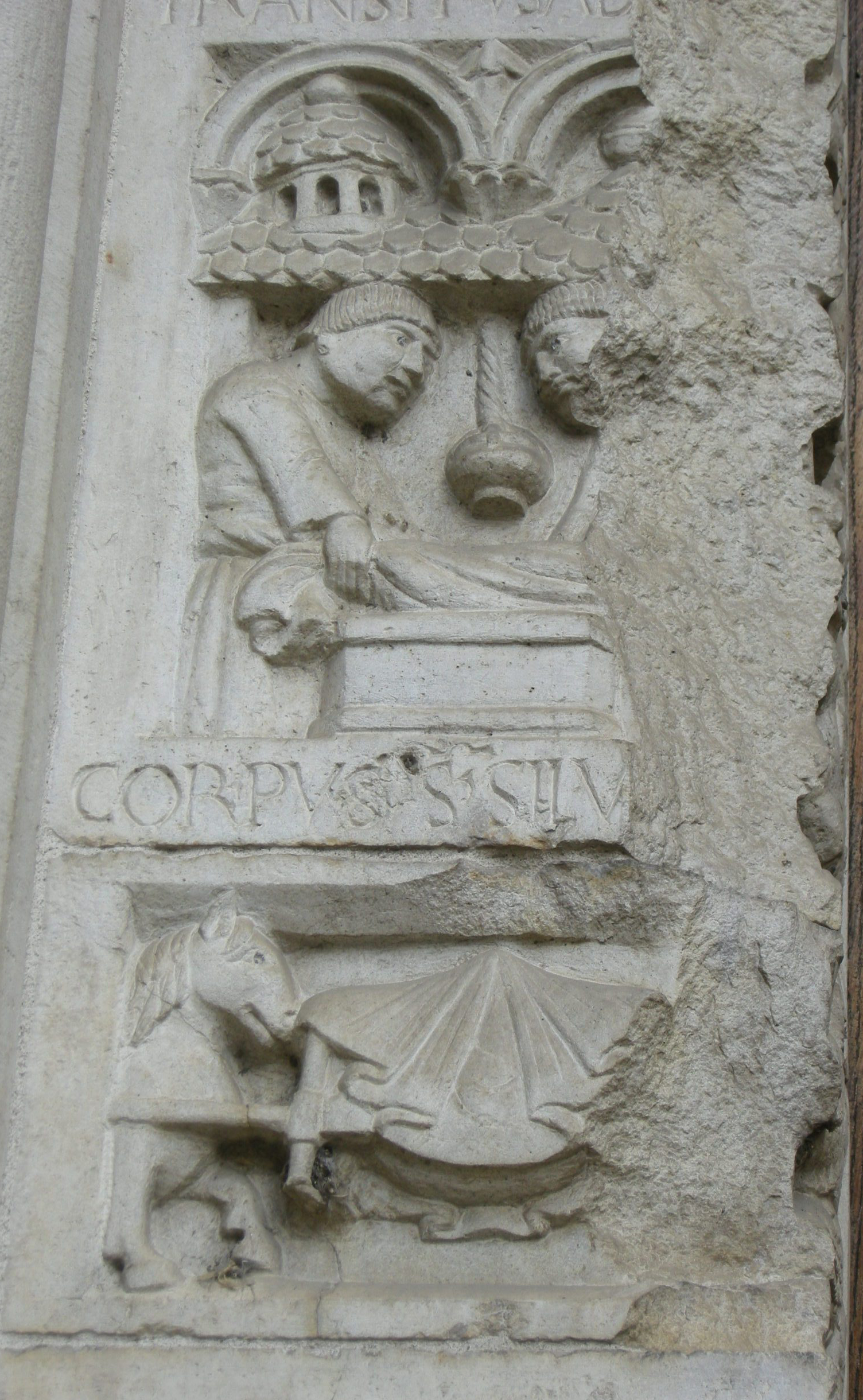
Translation des reliques de saint Sylvestre, chambranle sculpté de style wiligelmique, XIIe siècle, portail de l'abbaye de Nonantola.

Sylvestre est repris dans les listes de saints du Martyrologe hiéronymien qui est daté du Ve siècle mais dont certains éléments remontent au siècle précédent. Son culte est sans doute d'origine populaire et la découverte dans le jardin de la basilique San Martino ai Monti (Rome) d'une lampe dont la confection remonte vraisemblablement de la seconde moitié du Ve siècle, et qui porte une inscription votive à « Saint Sylvestre », semble corroborer l'existence d'une vénération locale remontant à cette époque.
Au tournant du Ve siècle, son culte romain semble avoir pour centres le titulus Equitii ainsi qu'une la basilique funéraire du cimetière de Priscille. Par ailleurs, une version tardive du Liber Pontificalis évoque la fondation d'une église consacrée aux « saints Sylvestre et Martin » par le pape Symmaque dont le pontificat se déroule entre 498 et 514, suggérant une reprise de son culte au VIe siècle. Le Liber évoque également la présence à l'époque de Serge Ier (687–701) d'un oratoire dédié à Sylvestre au Latran dont la date d'érection est inconnue. En 747, le pape Zacharie fait don à Carloman, fils de Charles Martel, d'un monastère dédié à saint Sylvestre situé sur le mont Soracte. 
En 756, les restes de Sylvestres sont enlevés du cimetière de Priscille dans des conditions suspectes lors du pillage des cimetières suburbains causé par les Lombards lors de leur siège de Rome, le Liber Pontificalis rendant leur roi Aistulf responsable du vol de plusieurs dépouilles de saints. Plusieurs traditions attestent alors de la présence des reliques du pape en différents endroits. 
Le Liber mentionne l'existence d'une diaconie consacrée à Sylvestre à l'époque du pape Étienne II et le frère de ce dernier Paul Ier, lui-même évêque de Rome, fonde dans sa propriété familiale sur la via Lata un monastère dédié aux « saints Étienne et Sylvestre » dont une chapelle abrite les reliques d'Étienne Ier et de Sylvestre, confiées à la garde de moines grecs. Paul fait également bâtir à côté une église devenue la basilique San Silvestro in Capite où sont conservées les reliques de Sylvestre dont une tradition reprise par les Acta Silvestri veut qu'elles aient été translatées vers la même époque à l'abbaye de Nonantola qui lui est depuis dédiée.
En Croatie, un buste reliquaire en argent repoussé serti de pierreries et de pâte de verre, commandé en 1367 par un noble zadarois nommé Nikola Begna au nom d'une confrérie de Saint-Sylvestre, est exécuté par deux orfèvres de Kotor puis doté d'une tiare en 1402.
De nos jours, Sylvestre est célébré comme saint le 31 décembre — jour supposé de sa mort selon la Depositio episcoporum — par l'Église catholique romaine et le 2 janvier par l'Église orthodoxe qui lui consacre des louanges spéciales pour avoir, suivant la légende, convoqué le concile de Nicée et opposé la « vraie foi » aux déviances d'Arius.

## Iconographie
Le succès des Actes de Sylvestre et de la Donation de Constantin génèrent une importante production iconographique. On en trouve des exemples avec les fresques de la basilique romaine des Quatre-Saints-Couronnés, remontant au XIIIe siècle et qui mettent en scène la Donation alors que s'opposent le pape Innocent IV et l'empereur germanique du Saint-Empire Frédéric II : l'empereur y figure dans une position d'humilité, de déférence voire d'humiliation vis-à-vis du souverain pontife, agenouillé devant lui ou tenant la bride de son cheval.
On retrouve également la légende médiévale de saint Sylvestre abondamment illustrée à la même époque dans un vitrail éponyme situé dans le déambulatoire sud de la cathédrale Notre-Dame de Chartres, où Sylvestre occupe la place dominante de conseiller et de confesseur d'un Constantin dont la gloire résulte de son évangélisation par l'évêque.

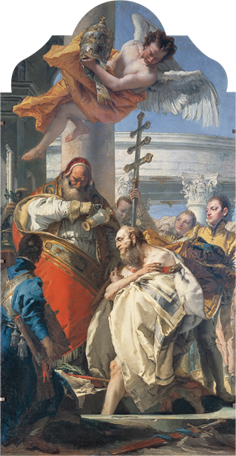
Saint Sylvestre baptise l'empereur romain Constantin, Giambattista Tiepolo, 1757–1759, Église de San Silvestro, autel Majeur, Folzano - Brescia

### Ouvrages généralistes
- Pierre Maraval, Le christianisme de Constantin à la conquête arabe, Paris, Presses universitaires de France, coll. « Nouvelle Clio », 2006, 3e éd. (1re éd. 1997) (ISBN 978-2-13-054883-6).
- Jean-Marie Mayeur, Charles et Luce Pietri, André Vauchez, Marc Venard (dirs.), Histoire du christianisme, vol. 2 : Naissance d'une chrétienté (250–430), Desclée, 1995 (ISBN 2-7189-0632-4).
- John Norman Davidson Kelly (trad. de l'anglais par Colette Friedlander), Dictionnaire des Papes [« The Oxford Dictionary of Popes »], Paris, Brepols, coll. « Petits dictionnaires bleus », 1994, 727 p. (ISBN 2-503-50377-2).
- Philippe Levillain (dir.), Dictionnaire historique de la papauté, Fayard, 1994 (ISBN 2213025371).

### Articles
- (it) Francesco Scorza Barcellona, « Silvestro I, santo », dans Enciclopedia dei Papi, Istituto dell'Enciclopedia Italiana, 2000 (lire en ligne).
- (de) Gisela Schmitt, « Sylvester I., Papst », dans Traugott Bautz (éd.), Biographisch-Bibliographisches Kirchenlexikon (BBKL), vol. 10, Bautz, 1995 (ISBN 3-88309-062-X), col. 338-341.
- (de) Wilhelm Pohlkamp, « Silvester I., Papst (314–335) », dans Lexikon des Mittelalters, vol. VII : Planudes bis Stadt, J. B. Metzler, 1995 (ISBN 3-7608-8907-7), col. 1905–1908.
- Élisabeth Paoli, « Silvestre Ier », dans Philippe Levillain (dir.), Dictionnaire historique de la Papauté, Fayard, 1994 (ISBN 9782213025377), p. 1578-1580.
- (de) Wilhelm Pohlkamp, « Tradition und Topographie: Papst Silvester I. (314-335) und der Drache vom Forum Romanum », Römische Quartalschrift für christliche Altertumskunde und Kirchengeschichte, no 78,‎ 1983, p. 1-100.
- (it) Agostino Amore, « Silvestro I, papa, santo », dans Bibliotheca Sanctorum, vol. XI, Citta' Nuova Editore, 1968, coll. 1077-1079.